# 膜苞雪莲
膜苞雪莲（学名：Saussurea bracteata）是菊科风毛菊属的植物。分布于印度、克什米尔以及中国大陆的西藏、新疆、青海等地，生长于海拔4,000米至5,400米的地区，常生长在高山草甸或高山流石滩，目前尚未由人工引种栽培。